# Dorothea Douglass Lambert Chambers
Dorothea Douglass Lambert Chambers (London, Engleska, UK, 3. rujna 1878. – London, Engleska, UK, 7. siječnja 1960.) je bivša engleska tenisačica, olimpijska pobjednica te sedmerostruka osvajačica Wimbledona.

## Karijera
Dorothea Katherine Douglass je na Wimbledonu debitirala 1900. da bi nakon tri godine osvojila svoj prvi turnir u singlu. Već sljedeće godine uspjela je obraniti naslov wimbledonske prvakinje. 1907. godine udala se za Roberta Lamberta Chambersa zbog čega je promijenila prezime u Lambert Chambers.
Na Olimpijadi 1908. u Londonu, održavala su se dva teniska turnira za žene. Oba su bila u singlu s time da se jedan održavao na otvorenom a drugi u dvorani. U dvoranskom tenisu natjecale su se samo britanske tenisčice a pobijedila je Dorothea porazivši u finalu Doru Boothby sa 6–1, 7–5.
Tenisačica je 1911. godine osvojila svoj peti Wimbledon. U finalu je ponovo svladala sunarodnjakinju Doru Boothby bez izgubljenog gema, odnosno sa 6–0, 6–0. Jedina tenisačica kojoj je kasnije uspjelo osvojiti Grand Slam turnir bez izgubljenog gema bila je Steffi Graf. Ona je 1988. godine u finalu Roland Garrosa pobijedila Natašu Zverevu također sa 6–0, 6–0.
Protiv Francuskinje Suzanne Lenglen, Lambert Chambers je 1919. godine igrala tada najduže wibledonsko finale u kojem je poražena s 8–10, 6–4 i 7–9. U igrama parova, Dorothea je nastupala u četiri finala, ali niti u jednom nije uspjela trijumfirati.
Umrla je 7. siječnja 1960. u londonskoj zapadnoj četvrti Kensington. Danas se je uvrštena u Međunarodnu tenisku kuću slavnih.

## Grand Slam finala

### Pojedinačno (7:4)
| Ishod   | Godina | Turnir                  | Podloga | Protivnik               | Rezultat       |
| ------- | ------ | ----------------------- | ------- | ----------------------- | -------------- |
| Pobjeda | 1903.  | Wimbledon, Engleska, UK | trava   | E. Thomson Larcombe     | 4–6, 6–4, 6–2  |
| Pobjeda | 1904.  | Wimbledon, Engleska, UK | trava   | C. Cooper Sterry        | 6–0, 6–3       |
| Poraz   | 1905.  | Wimbledon, Engleska, UK | trava   | May Sutton Bundy        | 3–6, 4–6       |
| Pobjeda | 1906.  | Wimbledon, Engleska, UK | trava   | May Sutton Bundy        | 6–3, 9–7       |
| Poraz   | 1907.  | Wimbledon, Engleska, UK | trava   | May Sutton Bundy        | 1–6, 4–6       |
| Pobjeda | 1910.  | Wimbledon, Engleska, UK | trava   | Dora Boothby            | 6–2, 6–2       |
| Pobjeda | 1911.  | Wimbledon, Engleska, UK | trava   | Dora Boothby            | 6–0, 6–0       |
| Pobjeda | 1913.  | Wimbledon, Engleska, UK | trava   | Winifred Slocock McNair | 6–0, 6–4       |
| Pobjeda | 1914.  | Wimbledon, Engleska, UK | trava   | Ethel Thomson Larcombe  | 7–5, 6–4       |
| Poraz   | 1919.  | Wimbledon, Engleska, UK | trava   | Suzanne Lenglen         | 8–10, 6–4, 7–9 |
| Poraz   | 1920.  | Wimbledon, Engleska, UK | trava   | Suzanne Lenglen         | 3–6, 0–6       |

### Parovi (0:3)
| Ishod | Datum | Turnir                  | Podloga | Partner                 | ProtivniCI                     | Rezultat        |
| ----- | ----- | ----------------------- | ------- | ----------------------- | ------------------------------ | --------------- |
| Poraz | 1913. | Wimbledon, Engleska, UK | trava   | Charlotte Cooper Sterry | Winifred McNair Dora Boothby   | 4–6, 2–4, odus. |
| Poraz | 1919. | Wimbledon, Engleska, UK | trava   | Ethel Thomson Larcombe  | Suzanne Lenglen Elizabeth Ryan | 6–4, 5–7, 3–6   |
| Poraz | 1920. | Wimbledon, Engleska, UK | trava   | Ethel Thomson Larcombe  | Suzanne Lenglen Elizabeth Ryan | 4–6, 0–6        |

## Olimpijske igre

### OI 1908.
| Ishod   | Godina | Turnir               | Podloga         | Protivnik    | Rezultat |
| ------- | ------ | -------------------- | --------------- | ------------ | -------- |
| Pobjeda | 1908.  | London, Engleska, UK | tapet (dvorana) | Dora Boothby | 6–1, 7–5 |